# 喜多川泰
喜多川 泰（きたがわ やすし、1970年5月10日 - ）は、東京都生まれ、愛媛県西条市育ちの作家。

## 人物・来歴
愛媛県立西条高等学校、東京学芸大学卒業。
卒業後教育者を目指し大手の学習塾に就職、後に独立し1998年横浜に新たな学習塾を立ち上げた。塾生の学習意欲を高めたり人生教訓を教える為、毎度授業の前の時間を使って話をしていたが、ある塾生からそれらの話を本にまとめてみたらどうかといわれたのを切っ掛けとし、本業の傍ら、自身のデビュー作となる2005年にファンタジー風の自己啓発書『賢者の書』を執筆、ディスカヴァー・トゥエンティワンから出版した。

## 作品リスト
- 『賢者の書』ディスカヴァー・トゥエンティワン　2005
- 『君と会えたから…』ディスカヴァー・トゥエンティワン　2006
- 『手紙屋 〜僕の就職活動を変えた十通の手紙〜』ディスカヴァー・トゥエンティワン　2007
- 『手紙屋　蛍雪篇』ディスカヴァー・トゥエンティワン　2007
- 『「福」に憑かれた男』総合法令出版　2008　のちサンマーク文庫
- 『上京物語』ディスカヴァー・トゥエンティワン　2009
- 『心晴日和』幻冬舎　2010
- 『「また、必ず会おう」と誰もが言った。 偶然出会った、たくさんの必然』サンマーク出版 2010
- 『母さんのコロッケ　〜懸命に命をつなぐ、ひとつの家族の物語〜』大和書房　2011
- 『スタートライン 一歩踏み出せば奇跡は起こる』ディスカヴァー・トゥエンティワン　2012
- 『おいべっさんと不思議な母子』サンマーク出版 2013
- 『ライフトラベラー　人生の旅人』ディスカヴァー・トゥエンティワン 2013
- 『One World みんなが誰かを幸せにしているこの世界』サンマーク出版 2014
- 『書斎の鍵 (父が遺した「人生の奇跡」) 』現代書林 2015
- 『株式会社タイムカプセル社 十年前からやってきた使者』Discover 21 2015
- 『秘密結社Ladybirdと僕の６日間』サンマーク出版  2017
- 『ソバニイルヨ』幻冬舎　2017
- 『きみが来た場所』ディスカヴァー・トゥエンティワン, 2017
- 『きみを自由にする言葉 喜多川泰名言集』ディスカヴァー・トゥエンティワン, 2017
- 『運転者　〜未来を変える過去からの使者』Discover 21 2019
- 『きみを自由にする言葉 フォト名言集』ディスカヴァー・トゥエンティワン, 2020
- 『よくがんばりました』サンマーク出版，2022
- 『おあとがよろしいようで』幻冬舎，2023

共著
- 『本調子II プロは逆境でこそ笑う 成功への糸口が見つかる思考法』清水克衛, 西田文郎, 出路雅明, 植松努共著　総合法令出版　2008

### 映像化
- 『「また、必ず会おう」と誰もが言った。』
  - 佐野岳主演で映画化（2013年9月28日公開）

### 校歌
今治明徳中学校 校歌